# Travaux publics

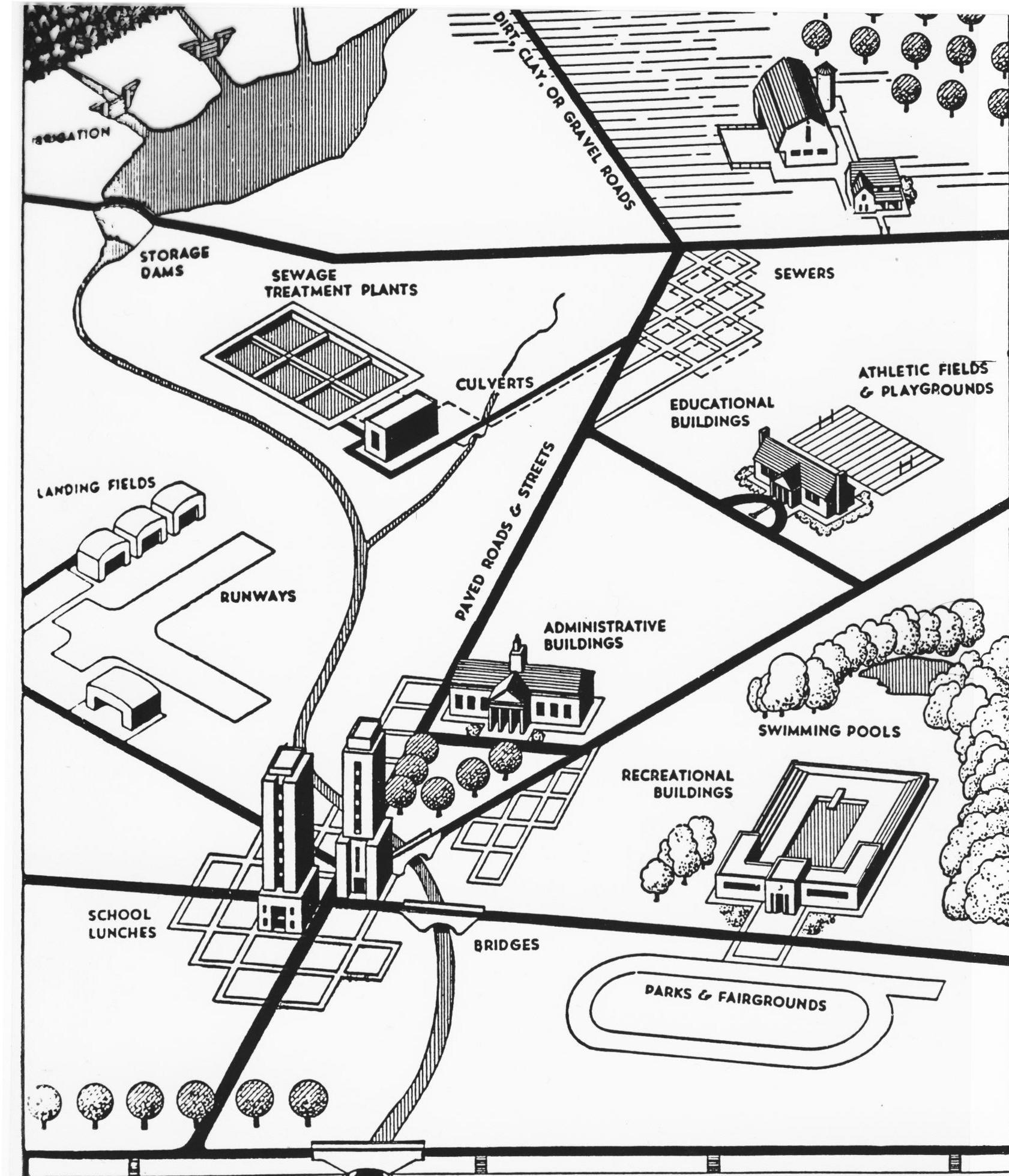
Affiche du gouvernement américain datant de 1940 résumant les réalisations de la Works Progress Administration

Le terme « travaux publics » s'applique, par opposition aux travaux privés, aux infrastructures publiques.

## Description
Il existe différents types de travaux :
- VRD (« voiries et réseaux divers » dont les routes et autoroutes) : enrobé, pose de bordures, assainissement, pose de gaine téléphonique, électricité ;
- ouvrages d'art, dits de génie civil : réalisation de ponts et tunnels, barrages et écluses, stations d'épuration ;
- voie ferrée : création et entretien des voies ;
- terrassement ;
- ouvrages de transports d'énergie (électricité, gazoduc, oléoduc) ou de fluides (aqueduc, vapeur).

Certains bâtiments de très grande taille sont considérés comme des ouvrages de travaux publics (aéroports, ports maritimes, centrales de production d'énergie (solaire, hydro, éolien, thermique, nucléaire), ouvrages militaires, stades).
Les maîtres d'ouvrages de travaux publics sont généralement des personnes de droit public (État ou collectivités locales). En France, ils sont alors soumis au code des marchés publics et leur contentieux relève du droit administratif.
On parle également de travaux publics pour des réalisations de même nature sous maîtrise d'ouvrage privée, parkings de supermarchés, voiries d'usines, etc.
Un travail public est un travail de construction, d'aménagement ou d'entretien sur un bien immeuble, effectué par une administration publique pour son compte dans un but d'intérêt général, ou en exécution d'une mission de service public. La notion de « bien immeuble » est très importante. Il doit être fixé au sol. Par exemple, la simple pose d'un panneau de signalisation routière est un travail public mais la construction d'un porte-avions n'en est pas un.